# Stade Francis-Le-Basser
O Stade Francis-Le-Basser está localizado em Laval, na França o Stade Lavallois Mayenne Football Club, utiliza o estadio. Para receber seus adversários, na Ligue 2 2014-15, bem como em outras competições.